# Alysha Newman
Alysha Newman (London, 29 giugno 1994) è un'astista canadese, detentrice del record nazionale di salto con l'asta sia all'aperto che indoor.

## Biografia
La sua prima esperienza con la maglia della nazionale canadese seniores risale al 2013, quando si classificò quinta nel salto con l'asta ai Giochi della Francofonia di Nizza; l'anno successivo fu medaglia di bronzo ai Giochi del Commonwealth di Glasgow.
Nel 2016 prese parte ai Giochi olimpici di Rio de Janeiro dove concluse la gara nel turno di qualificazione con la misura di 4,45 m. Nel 2017 ai campionati del mondo di Londra si classificò settima, mentre ai campionati del mondo indoor di Birmingham 2018 concluse la gara in sesta posizione. Sempre nel 2018 conquistò la medaglia d'oro nel salto con l'asta ai Giochi del Commonwealth di Gold Coast.
Il 2019 fu per lei l'anno dei record: dopo aver conquistato la medaglia di bronzo ai Giochi panamericani di Lima, il 24 agosto fece registrare a Parigi il record canadese del salto con l'asta saltando l'asticella posta a 4,82 m; quattro giorni dopo, a Zurigo, batté anche il record nazionale al coperto, con la medesima misura di 4,82 m. A settembre prese parte ai campionati del mondo di Doha, dove si classificò quinta con la misura di 4,80 m. 
Nel 2024 conquista la medaglia di bronzo ai Giochi olimpici di Parigi siglando il nuovo record nazionale canadese con la misura di 4,85 metri.

## Record nazionali
- Salto con l'asta: 4,82 m ( Parigi, 24 agosto 2019)
- Salto con l'asta indoor: 4,82 m ( Zurigo, 28 agosto 2019)

## Progressione

### Salto con l'asta
| Stagione | Misura | Luogo      | Data      | Rank. Mond. |
| -------- | ------ | ---------- | --------- | ----------- |
| 2019     | 4,82 m | Parigi     | 14-8-2019 | 6ª          |
| 2018     | 4,75 m | Gold Coast | 13-4-2018 | 10ª         |
| 2017     | 4,75 m | Beckum     | 27-8-2017 | 7ª          |
| 2016     | 4,61 m | London     | 28-7-2016 | 26ª         |
| 2015     | 4,40 m | Bolton     | 16-7-2015 | 56ª         |
| 2014     | 4,41 m | Atlanta    | 17-5-2014 | 45ª         |
| 2013     | 4,40 m | Medellín   | 25-8-2013 | 54ª         |
| 2012     | 4,06 m | Brockville | 25-8-2013 | 210ª        |
| 2011     | 3,91 m | London     | 28-5-2011 | 327ª        |
| 2010     | 3,91 m | Ottawa     | 8-8-2010  | 287ª        |
| 2009     | 3,60 m | Windsor    | 5-7-2009  | 711ª        |

### Salto con l'asta indoor
| Stagione | Misura | Luogo      | Data       | Rank. Mond. |
| -------- | ------ | ---------- | ---------- | ----------- |
| 2018/19  | 4,82 m | Zurigo     | 28-10-2019 | 3ª          |
| 2017/18  | 4,70 m | Birmingham | 3-3-2018   | 8ª          |
| 2016/17  | 4,65 m | Toronto    | 21-1-2017  | 8ª          |
| 2015/16  | 4,50 m | New York   | 6-2-2016   | 34ª         |
| 2013/14  | 4,35 m | Clemson    | 1-3-2014   | 53ª         |
| 2012/13  | 4,23 m | Ypsilanti  | 22-2-2013  | 86ª         |
| 2011/12  | 3,80 m | Toronto    | 4-3-2012   | 383ª        |
| 2010/11  | 4,00 m | Toronto    | 20-2-2011  | 164ª        |
| 2009/10  | 3,63 m | Toronto    | 7-3-2010   |             |

## Palmarès
| Anno | Manifestazione           | Sede           | Evento           | Risultato | Prestazione | Note                          |
| ---- | ------------------------ | -------------- | ---------------- | --------- | ----------- | ----------------------------- |
| 2011 | Mondiali allievi         | Lilla          | Salto con l'asta | 12ª       | 3,75 m      |                               |
| 2012 | Mondiali juniores        | Barcellona     | Salto con l'asta | 25ª (q)   | 3,65 m      |                               |
| 2013 | Panamericani juniores    | Medellín       | Salto con l'asta | Oro       | 4,40 m      | Miglior prestazione personale |
| 2013 | Giochi della Francofonia | Nizza          | Salto con l'asta | 5ª        | 4,10 m      |                               |
| 2014 | Giochi del Commonwealth  | Glasgow        | Salto con l'asta | Bronzo    | 3,80 m      |                               |
| 2016 | Giochi olimpici          | Rio de Janeiro | Salto con l'asta | 17ª (q)   | 4,45 m      |                               |
| 2017 | Mondiali                 | Londra         | Salto con l'asta | 7ª        | 4,65 m      |                               |
| 2018 | Mondiali indoor          | Birmingham     | Salto con l'asta | 6ª        | 4,70 m      |                               |
| 2018 | Giochi del Commonwealth  | Gold Coast     | Salto con l'asta | Oro       | 4,75 m      | =                             |
| 2019 | Giochi panamericani      | Lima           | Salto con l'asta | Bronzo    | 4,55 m      |                               |
| 2019 | Mondiali                 | Doha           | Salto con l'asta | 5ª        | 4,80 m      |                               |
| 2021 | Giochi olimpici          | Tokyo          | Salto con l'asta | nm (q)    | nm (q)      |                               |
| 2022 | Mondiali                 | Eugene         | Salto con l'asta | 16ª (q)   | 4,35 m      |                               |
| 2022 | Giochi del Commonwealth  | Birmingham     | Salto con l'asta | 6ª        | 4,25 m      |                               |
| 2023 | Mondiali                 | Budapest       | Salto con l'asta | 18ª (q)   | 4,50 m      |                               |
| 2024 | Giochi olimpici          | Parigi         | Salto con l'asta | Bronzo    | 4,85 m      | Record nazionale              |

## Campionati nazionali
- 3 volte campionessa canadese assoluta del salto con l'asta (2016, 2017, 2019)
- 2 volte campionessa canadese juniores del salto con l'asta (2010, 2012)
- 1 volta campionessa canadese allieve del salto con l'asta (2010)

2010
- Eliminata in batteria ai campionati canadesi juniores (Moncton), 100 m hs - 14"76
- Oro ai campionati canadesi juniores (Moncton), salto con l'asta - 3,85 m
- 5ª in finale 2 ai campionati canadesi allievi (Ottawa), 100 m hs (76,2 cm) - 14"67
- Oro ai campionati canadesi allievi (Ottawa), salto con l'asta - 3,91 m

2011
- 7ª ai campionati canadesi allievi (Ottawa), 100 m hs (76,2 cm) - 15"61
- Bronzo ai campionati canadesi allievi (Ottawa), salto con l'asta - 3,80 m

2012
- Oro ai campionati canadesi juniores (Winnipeg), salto con l'asta - 3,75 m

2013
- Eliminata in batteria ai campionati canadesi assoluti (Moncton), 100 m hs - 14"49
- Bronzo ai campionati canadesi assoluti (Moncton], salto con l'asta - 4,00 m
- 4ª ai campionati canadesi juniores (Sainte-Thérèse), 100 m hs - 14"33
- Argento ai campionati canadesi juniores (Sainte-Thérèse), salto con l'asta - 3,80 m

2014
- Eliminata in batteria ai campionati canadesi assoluti (Moncton), 100 m hs - dq
- Bronzo ai campionati canadesi assoluti (Moncton), salto con l'asta - 4,10 m

2015
- Argento ai campionati canadesi assoluti (Edmonton), salto con l'asta - 4,20 m

2016
- Oro ai campionati canadesi assoluti (Edmonton), salto con l'asta - 4,40 m

2017
- Oro ai campionati canadesi assoluti (Ottawa), salto con l'asta - 4,65 m

2019
- Oro ai campionati canadesi assoluti (Montréal), salto con l'asta - 4,56 m